# Gustav O. Lienhard Award for Advancement of Health Care
Der Gustav O. Lienhard Award for Advancement of Health Care ist eine US-amerikanische Auszeichnung im Gesundheitswesen und wird jährlich von der National Academy of Medicine vergeben. Die Ausgezeichneten werden gewürdigt für herausragende Leistungen bei der Verbesserung der persönlichen Gesundheitsversorgung in den USA. Die Nominierten können unabhängig von ihrer Ausbildung oder ihrem Beruf berücksichtigt werden.

## Wahl der Preisträger
Die Preisträger werden von einem von der National Academy of Medicine einberufenen Expertenausschuss ausgewählt. Im Jahr 2020 wurde das Auswahlkomitee von Dr. Donald M. Berwick, dem emeritierten Präsidenten und Senior Fellow des Institute for Healthcare Improvement, geleitet. Der Preis wird in der Regel auf der Jahrestagung der National Academy of Medicine verliehen.

## Stiftung
Der Lienhard Award wird von einer Stiftung der Robert Wood Johnson Foundation finanziert. Gustav O. Lienhard war Vorsitzender des Stiftungsrates von der Gründung der Organisation im Jahr 1971 bis zu seiner Pensionierung im Jahr 1986. Der 1987 verstorbene Lienhard machte Karriere bei Johnson & Johnson, er begann dort als Buchhalter und trat 39 Jahre später als Präsident in den Ruhestand.

## Preisträger
- 1986: Julius B. Richmond
- 1987: Ernest W. Saward
- 1988: Marie-Louis Ansak
- 1989: Robert J. Haggerty
- 1990: Henry K. Silver, Loretta C. Ford
- 1991: Robert M. Ball
- 1992: C. Everett Koop, Faye G. Abdellah
- 1993: David E. Rogers
- 1994: Byllye Y. Avery
- 1995: Lawrence L. Weed
- 1996: Robert N. Butler, T. Franklin Williams
- 1997: Lester Breslow
- 1998: H. Jack Geiger
- 1999: Elma L. Holder
- 2000: Philip R. Lee
- 2001: Ruth Watson Lubic
- 2002: Kathryn E. Barnard, T. Berry Brazelton
- 2003: B. Jaye Anno, Bernard P. Harrison
- 2004: Kenneth W. Kizer
- 2005: Robert H. Brook
- 2006: Aaron T. Beck
- 2007: Howard H. Hiatt
- 2008: John E. Wennberg
- 2009: Thomas E. Starzl
- 2010: Joseph A. Califano, Jr.
- 2011: Jerold F. Lucey
- 2012: Donald M. Berwick
- 2013: Steven A. Schroeder
- 2014: Linda Aiken
- 2015: Robert L. Brent
- 2016: David Cella
- 2017: Diane E. Meier
- 2018: Stuart Altman
- 2019: Patricia Gabow
- 2020: Anthony Fauci
- 2021: Risa Lavizzo-Mourey
- 2022: Mary Naylor
- 2023: Robert Califf
- 2024: Michael C. Fiore